# جمعية كشافة بيرو
جمعية كشافة بيرو هي المنظمة الكشفية الوطنية في بيرو. تأسست الحركة الكشفية في بيرو في عام 1911 وكانت من بين الأعضاء المؤسسين للمنظمة العالمية للحركة الكشفية في عام 1922. ولديها 4852 عضوا (اعتبارا من 2011).
يتم توفير التدريب المهني في عدد من المجالات. هناك العديد من الخدمات الاجتماعية والكشفية تعمل مع الصليب الأحمر في بعض برامجها. وتؤكد برامجها على المحافظة على البيئة. أعضاء كشافة بيرو لديهم الفرصة لزيارة قرى الغاب والتعلم عن الحفاظ على الطبيعة مباشرة. ويتم زراعة الأشجار من قبل العديد من المجموعات. هناك عدد من المشاريع الكشفية للتعامل مع زيادة الإنتاج الغذائي وتحسين التغذية في المجتمعات المحلية.

## روابط خارجية
- الموقع الرسمي لجمعية كشافة بيرو